# Petr Mikolanda
Petr Mikolanda (* 12. September 1984 in Prag) ist ein ehemaliger tschechischer Fußballspieler und heutiger -trainer.

## Karriere
Petr Mikolanda begann mit dem Fußballspielen als Fünfjähriger beim kleinen Prager Verein Sokol Nebušice, nach zwei Jahren wechselte er zu Motorlet Prag. Im Spieljahr 2002/03 wurde er an Slavia Prag ausgeliehen. Im Sommer 2003 wechselte der Stürmer zu Viktoria Žižkov, wo ihm der Sprung in die erste Mannschaft gelang. In seiner ersten Saison machte Mikolanda 13 Spiele ohne ein Tor zu erzielen, Žižkov stieg aus der 1. Liga ab. 2004/05 gelangen ihm 13 Tore in 26 Spielen, woraufhin der englische Erstligist West Ham United auf ihn aufmerksam wurde und den Angreifer zu Tests einlud, an deren erfolgreichem Ende Mikolanda einen Einjahresvertrag unterzeichnete.
Er konnte sich allerdings gegen die starke Konkurrenz im Sturm nicht durchsetzen und wurde im September 2005 für einen Monat an den Viertligisten Northampton Town ausgeliehen. Im Laufe der Saison wurde er an Swindon Town sowie Rushden & Diamonds verliehen. Im Sommer 2006 wechselte er zurück nach Tschechien zum FK Mladá Boleslav.
Im Juni 2007 diagnostizierten Ärzte bei Mikolanda Niereninsuffizienz, die Profikarriere des Stürmers war daraufhin beendet. 2015 feierte er in der siebtklassigen Divize C, sein Comeback beim FK Admira Praha, wo er als Standby Profi agiert.

### International
Petr Mikolanda spielte 14 Mal für Tschechische U-21-Nationalmannschaft, dabei erzielte er zwei Tore. Er spielte zweimal für das U-20-Team und sieben Mal (fünf Tore) für die U-19-Auswahl.

### Als Trainer
Seit 2014 ist er Co-Trainer von Martin Frýdek bei der U-17 des FK Admira Praha.